# Peneoenanthe
Peneoenanthe is een geslacht van zangvogels uit de familie Australische vliegenvangers (Petroicidae).

## Soorten
Het geslacht kent de volgende soort:
- Peneoenanthe pulverulenta – Tapuitvliegenvanger